# Gasteria batesiana
Espèce
Gasteria batesiana est une espèce de plante succulente de la famille des Asphodelaceae. Dénommée également knoppies gasteria, cette espèce est originaire  des escarpements intérieurs dans l'extrême nord-est de l'Afrique du Sud.

## Description

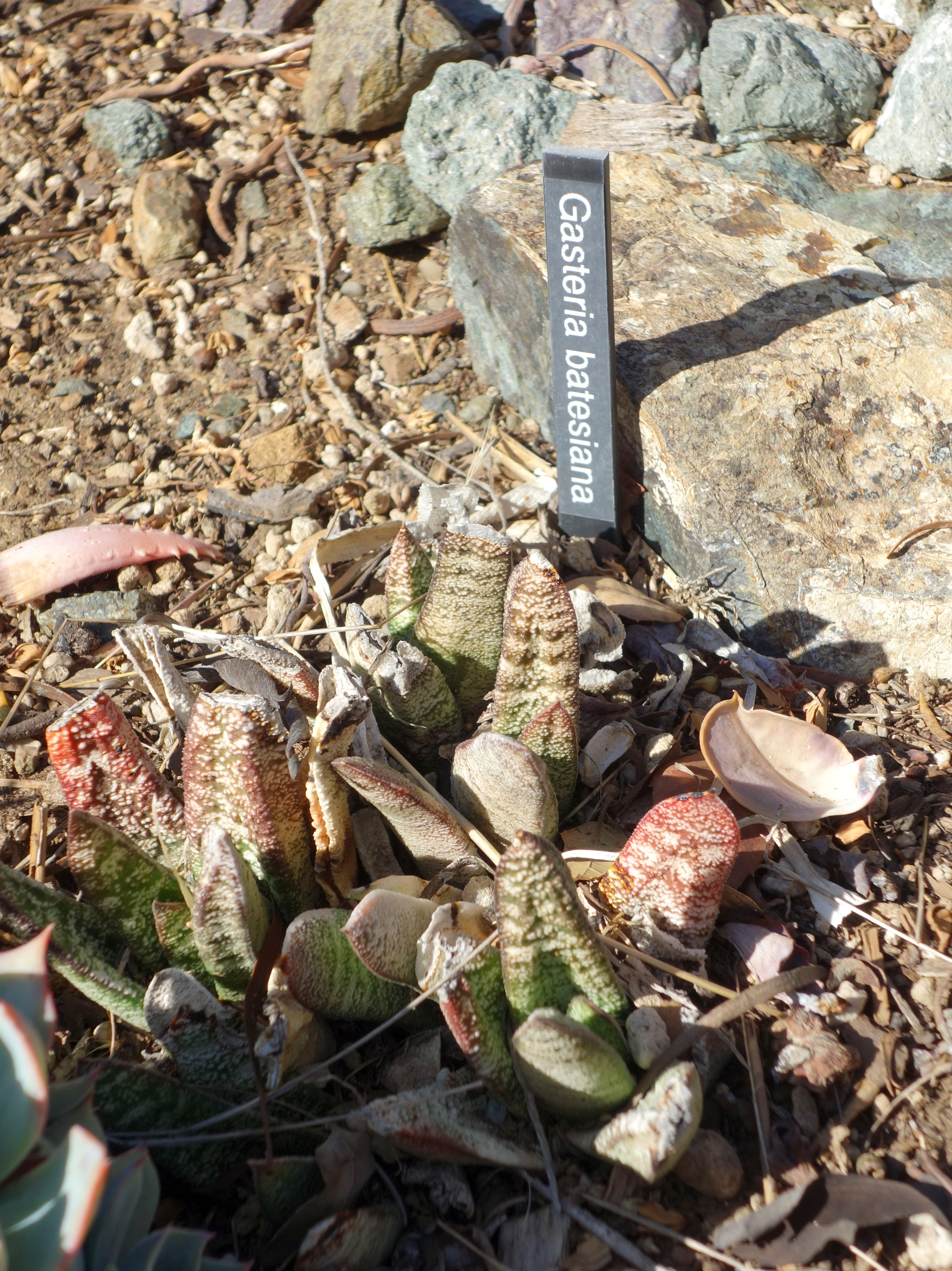
Culture de Gasteria batesiana

Cette espèce relativement petite et variable de Gasteria possède des feuilles rugueuses et pointues, qui finissent par former une rosette (bien que les feuilles des plantules soient distiques comme chez toutes les Gasterias). 
Les feuilles tachetées ont généralement une forte carène, ce qui signifie qu'elles ont une section triangulaire. Elles ont également de nombreuses petites taches blanches, qui se produisent en bandes, donnant une légère rangée de rayures sur la surface des feuilles.
Elle est étroitement liée à la gasteria du Natal (Gasteria croucheri), que l'on trouve juste au sud, dans le KwaZulu-Natal. La variété distinctive de Gasteria batesiana qui semble être une transition entre ces deux espèces, est maintenant considérée comme une espèce distincte (bien que transitoire) à part entière, Gasteria tukhelensis.

## Répartition

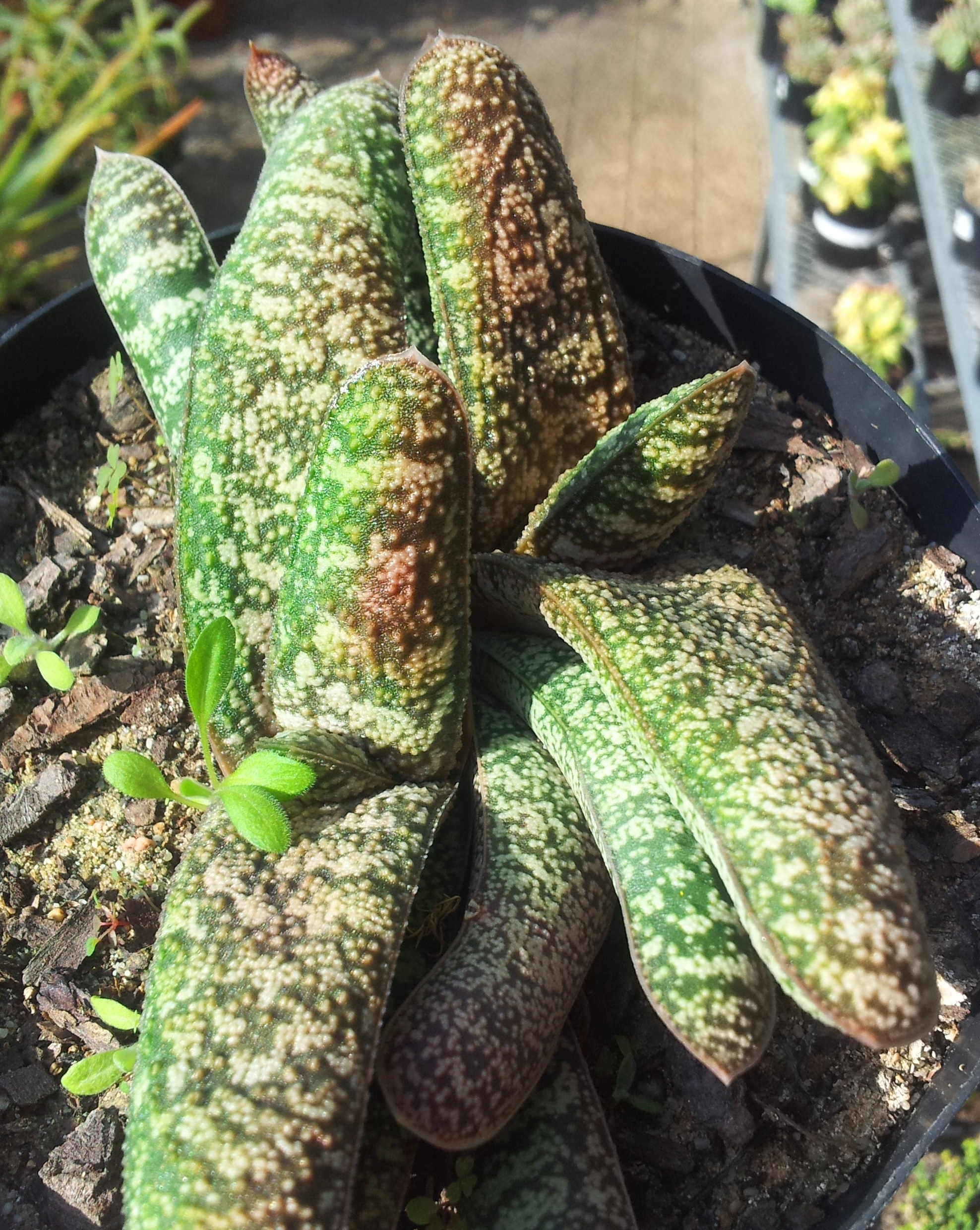
Gasteria batesiana var. dolomitica juvénile

C'est l'espèce la plus septentrionale de toutes les Gasteria, présente dans le nord de la province du KwaZulu-Natal, vers le nord à travers l'Eswatini et le Mpumalanga, jusqu'à la rivière Olifants dans la Province de Limpopo. 
Dans cette région, il se trouve sur des terrains rocailleux dans la végétation du bushveld.

## Variétés
C'est une espèce variable. Les plantes de la région de Barberton sont presque noires, tandis que les plantes de la rivière Mzimduzi ont des feuilles presque lisses, et celles de Sifula dans le sud ont des tubercules très fins. Les deux variétés reconnues sont :
- G. batesiana var. batesiana  : la variété type commune et la plus répandue.
- G. batesiana var. dolomitica : la variété la plus septentrionale de cette espèce (et de tout le genre), présente sur des falaises de dolomite abruptes dans le Mpumalanga. Elle a des feuilles longues, minces et allongées (100 × 15 mm) et forme des touffes denses.

## Systématique
Le nom correct complet (avec auteur) de ce taxon est Gasteria batesiana G.D.Rowley.